# Bev Bevan
Bev Bevan (Sparkhill, Birmingham, Inglaterra, 24 de noviembre de 1944) es un músico británico conocido por su trabajo como batería de los grupos The Move, Electric Light Orchestra y Black Sabbath. Tras la separación de ELO en 1986, encabezó la fundación de Electric Lighht Orchestra Part II, y sirvió como baterista de Black Sabbath en la gira Born Again Tour 1983 y en el álbum de 1987 The Eternal Idol.

## Biografía
Tras formarse en la escuela Moseley, trabajó como aprendiz de comprador en una tienda de departamento del centro de la ciudad llamada The Beehive con Jasper Carrott, un amigo de la escuela. Su carrera musical comenzó con Denny Laine en el grupo "Denny Laine and the Diplomats", y posteriormente con Carl Wayne y The Vikings, seguido por su inclusión en The Move en 1966. En 1971, fundó la Electric Light Orchestra, trabajando de forma paralela en The Move para la publicación de varios álbumes.  
En 1976, publicó una versión de "Let There Be Drums" como su primer trabajo en solitario. 
En 1980, Bevan publicó una biografía de la Electric Light Orchestra. 
Tras la muerte de Carl Wayne en 2004, formó la banda, Bev Bevan's Move, con Phil Tree y los compañeros de ELO Part II Phil Bates y Neil Lockwood, para interpretar varios clásicos de The Move en una gira. 
En julio de 2007, Bates abandonó Bev Bevan's Move para unirse de nuevo a ELO Part II, renombrada como The Orchestra. 
Actualmente, Bevan presenta un programa de radio en Smooth Radio West Midlands las tardes del domingo. El programa, llamado 70's Sunday, es emitido todos los domingos de 2 a 5 de la tarde, e incluye canciones populares durante la década de los 70. Asimismo, actúa como crítico musical para el diario Sunday Mercury.